# Château de Vascœuil
Le château de Vascœuil ou château de la Forestière est une demeure qui se dresse sur le territoire de la commune française de Vascœuil dans le département de l'Eure, en région Normandie.
Le château est partiellement inscrit au titre des monuments historiques.

## Localisation
Le château est situé au nord la commune de Vascœuil, dans le département français de l'Eure.

## Historique
La seigneurie de Vascœuil, qui relève de celle de Saint-Denis-le-Thiboult, appartient en 1080 à Gilbert de Vascœuil. Le domaine de Vascœuil appartenait au duché de Longueville jusqu'en 1694. À cette date, le dernier duc étant mort sans descendance, le roi de France s'appropria ses terres. Le fief de Vascœuil appartint jusqu'en 1505 à la puissante famille de La Haye, puis fut vendu au marchand rouennais Guillaume Le Gras.
La tour du château accueillit en son temps le cabinet de travail de l'historien Jules Michelet, qui y fit plusieurs longs séjours de 1843 à 1860, d'abord chez Mme Dumesnil, dont il était épris, puis chez son fils M. Alfred Dumesnil devenu son gendre et principal disciple devenu propriétaire du château.

## Description
Le château visible aujourd'hui est une ancienne demeure des XIVe et XVIe siècles, surmonté d'une tour octogonale du XIIe. Devant se trouve une cour d'honneur où est présent un colombier. L'ensemble s'inscrit dans un parc à la française de trois hectares.
Il comprend un logis, un colombier, une ferme, le tout enclos.

## Protection
Au titre des monuments historiques :
- la façade et toiture du colombier est inscrite par arrêté du 21 novembre 1985 ;
- les façades et toitures du logis sont inscrites par arrêté du 26 avril 1991.

### Site naturel
Le domaine est un  site classé par arrêté du 28 janvier 1944 et site inscrit par arrêté du 31 décembre 1942.

## Musée et centre d'expositions
Le château de Vascœuil abrite un centre régional d'art et de culture, qui organise régulièrement des expositions depuis 1970 à l’instigation de son propriétaire de l’époque Maître François Papillard, avocat à Paris :
- une galerie ouverte de sculptures dans le parc attenant, qui réunit en permanence une cinquantaine d'œuvres originales (bronzes, marbres, céramiques, mosaïques) de Braque, Chemiakin, Cocteau, Salvador Dalí, Pierre Székely, Vasarely, Volti, etc. ;
- le musée Jules Michelet, dans une grange du XVIIe siècle[2], où est reconstitué le cabinet de travail du sommet de la tour du château, où l'historien français (1798-1874) écrivit son Histoire de France et Histoire de la Révolution française.

### Liste des expositions d'art depuis 1970 dans les salles du château
- Perrot (1970)
- Victor Vasarely (1971)
- Chaye et Guy Bardone (1972)
- Dali et Borderie (1973)

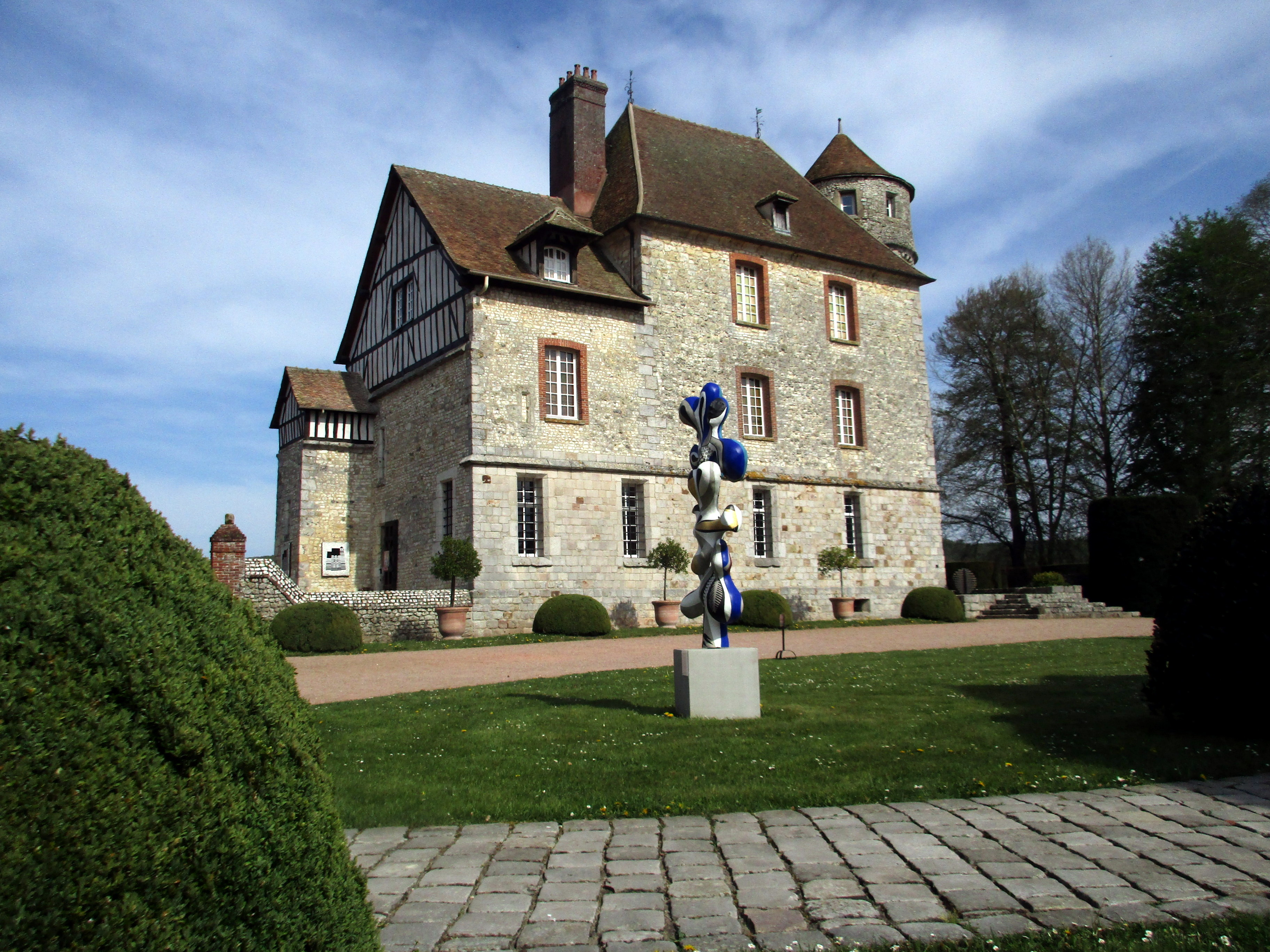
La façade - Avril 2019.

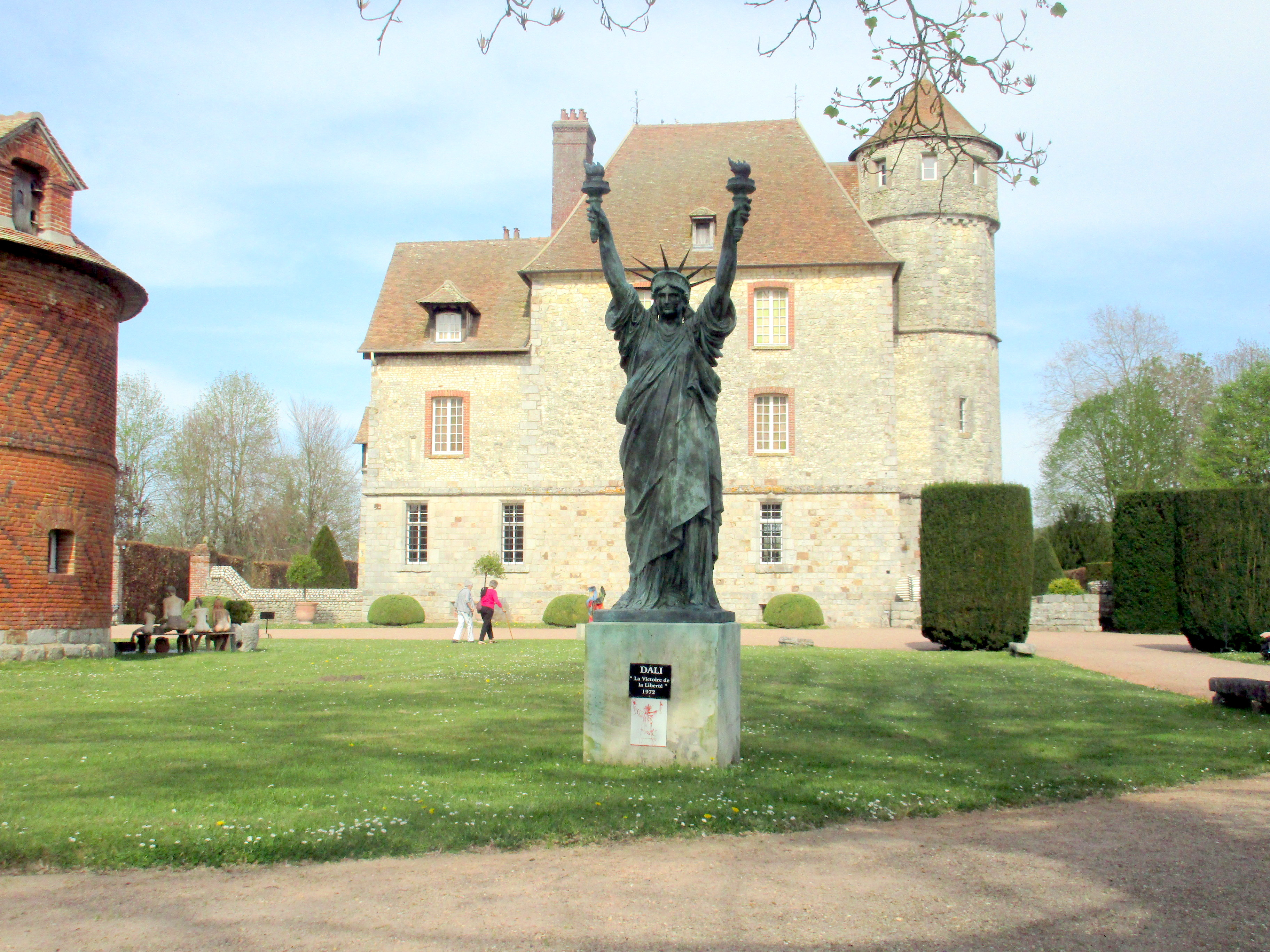
Victoire de la Liberté de Salvador Dalí.

- Jean Picart Le Doux, les Hyperréalistes (1974)
- Bernard Buffet et Hans Hedberg (1975)
- Pierre-Yves Trémois (1976)
- Leonor Fini (1977)
- Alain Le Yaouanc, Franck Duminil, Michèle Van Hout le Beau et Michèle Forgeois (1978)
- Fernand Léger (1979)
- Camille Hilaire et les Naïfs (1980)
- Chemiakin et les Dissidents Russes - Jean Carzou (1981)
- L'Art fantastique - Tourlière et Brayer (1982)
- Salvador Dalí et Georges Mathieu (1983)
- Gaston Sébire et Jean Lurçat (1984)
- Maurice-Élie Sarthou et Roger Chapelain-Midy (1985)
- Les Peintres du Trompe-l'Œil et Michel Ciry (1986)
- Ladislas Kijno et Paul Delvaux (1987)
- Jef Friboulet et Folon (1988)
- Yvaral et Bernard Buffet (1989)
- Arnaud d'Hauterives et Moretti (1990)
- Andrés Segovia, Chemiakin, Dana Roman (1991)
- Claude Génisson et Perrot (1992)
- Poirier et Blasco Mentor (1993)
- André Cottavoz et Szekely (1994)
- Ernst Fuchs et Georges Rohner (1995)
- Alain Bonnefoit et André Brasilier (1996)
- Bernard Louedin et Leonor Fini (1997)
- Stanislao Lepri et Jean Cocteau (1998)
- Marcel Peltier et Vasarely (1999)
- Claude Weisbuch et Paul Aïzpiri (2000)
- Michel Lablais et Salvador Dalí (2001)
- Claude Verlinde et Hervé Di Rosa (2002)
- Jean-Pierre Ceytaire et Dom Robert (2003)
- Leo Kandl, Jean Jansem et Robert Couturier (2004)
- Bauquier et Frédéric Vidalens (2005)
- Camille Hilaire, puis Georges Braque (2006)
- Jean Duranel, Julian Taylor (2007)
- Louis Pons (artiste), Pierre Boncompain, Antoine et Étienne Leperlier (2008)
- Nili et Moreno Pincas (2009)
- Jean Maufay et Michel Chemiakin (2010)
- Monique Gourgaud et Charles Le Bars (2011)
- Thierry André-Pierre (photographie) et Masao Haikima (peinture) puis John Christoforou (2012)
- Robert Combas et Ladislas Kijno (2013)[4]
- Daniel Druet (2014)
- Gérard Fromanger (2017)
- Théo Tobiasse (2018)
- Bernard Buffet (2019)
- Jean-François Rauzier (2020)
- Libellule - Hommage à Jean de la Fontaine (2021)
- Erro (2022)
- Ladislas Kijno (2023)
- Gérard Guyomard (2024)
- Les Visionnaires (2025)